# 圣米格尔德亚瓜伊奥
圣米格尔德亚瓜伊奥，是西班牙坎塔布里亚的一个市镇。总面积36平方公里，总人口153人（2001年），人口密度4人/平方公里。